# Sándor András (püspök)
Tordai Sándor András (Torda, 1536/1529? – Déva, 1579) humanista műveltségű lelkész, képzett református teológus, az Erdélyi Református Egyház harmadik püspöke 1577–1579 között.

## Élete, tanulmányai
Saját kezű kalendárium-bejegyzése szerint 1536. november 30-án, dévai sírfelirata alapján 1529-ben született Tordán, valószínűleg polgári vagy értelmiségi családban. 1555 április 13-án Andreas Sandor Tordensis néven iratkozott be a wittenbergi egyetemre, a Leucoreara. 1555. június 24-én a Luther egyetemén tanuló magyar diákok megalapították a Coetus Ungaricusnak vagy Bursa Hungaricanak nevezett wittenbergi magyar diáktársaságot, amelynek alapító okiratában a létrehozók aláírói között szerepel a neve Kakasfalvi Kakas György első senior neve mellett tizenhatodmagával. A Coetus tagjai a helvét irányú reformáció erdélyi és magyarországi előmozdítói voltak.
Tordai Sándor András teológiai szemléletének alakulására, mint minden ott tanulóéra, nagy hatással voltak a wittenbergi egyetem tanárai, elsősorban Philipp Melanchthon, akinek szellemi gazdagsága és tudása egymaga megérte, hogy valaki érte Wittenbergbe zarándokoljon. Melanchthon abban az időben a bölcsészeti kar görög- és latintanára volt, a teológiai tanszéken pedig az ó- és újszövetségi könyveket magyarázta, dialektikát, retorikát és etikát tanított, világtörténelmi előadásokat tartott. Melanchthon mellett Tordainak alkalma volt Johannes Bugenhagen zsoltármagyarázatait, Johann Forster, majd Paul Eber héber előadásait, és az ifjabb Caspar Cruciger Ciceró-kommentárait hallgatni. A wittenbergi egyetemen a jog- és orvostudomány mellett magas szinten művelték az anatómiát, a matematikát, az asztronómiát, a földrajzot és a meteorológiát is.
Tordai Sándor András 1555–1556-ös wittenbergi tanulmányainak bizonyítéka könyvtárának egyik megmaradt példánya, a nagyszebeni Brukenthal Könyvtárban őrzött, 1556-ban kiadott Eber-kalendárium (supralibrosa: A S T 1556). Ennek feljegyzései Tordai széles látókörűségére utalnak. Kiderül, hogy fokozott érdeklődéssel fordult a csillagászati, légköroptikai jelenségek mellett a történelem felé is. A történelemmel való foglalkozását igazolják a kalendáriumba beírt történelmi forrásadatok és események, illetve a Román Akadémia Kolozsvári Fiókja Könyvtárának a Kolozsvári Lyceum könyvtári gyűjteményében található krónika bejegyzései. A Nauclerus szövegéhez fűzött kiegészítései a magyar történelemben és a Hunyadi-kor szakirodalmában való jártasságát támasztják alá. Ennek possessori bejegyzéseiből tudjuk, hogy 1556 szeptember 1-én hazaindult Tordára, ahol a feltételezések szerint inkább iskolarektor, vagy világi hivatalnok lehetett.
1557-ben könyvébe bejegyezte tordai mecénásainak, Wadai János – aki a város tekintélyes polgárának számított, hiszen a Szent Miklós-plébániatemplomban temették el – és Nagy Máté sókamarások halálát. Ez sejteti, hogy már tanulmányai előtt szoros kapcsolatban állt velük és a kamarával.
Az 1557-es kolozsvári zsinaton a svájci reformáció tanait terjesztő Kálmáncsehi Sánta Márton táborához tartozó Kolozsvári Crispus Bálint tordai lelkipásztor is hatással lehetett Tordaira.
1557. augusztus 25-én vérhasban (dyssenteria) halt meg édesanyja, Ilona.
1559–1560 között több mint egy évig újra Wittenbergben képezte magát. 1559. január 2-án újra subscribált az egyetemen. 1559. április 19 és december 3 között ő volt a Coetus Ungaricus seniora. Neve megjelenik a Paul Eber wittenbergi plébános által 1560. március 17-én felszentelt diákok névsorában eképpen: „Andreas Tordensis ungarus vociut in patriam Tordam. Torda vulgo Torrenburg sito in Transilvania duobus miliaribus a Claudiopoli amplius annum hic versatus.”
1574. május 2-án jegyezte el Pál Ágnest, majd ugyanazon év május 22-én házasodtak össze. Elsőszülött fiúk, Mihály 1575. március 3-án született. 1575. november 30-án felesége meghalt. A kalendáriumi bejegzésből nem megállapítható év május 25-én született Ágnes lánya, talán második feleségétől.

## Tevékenysége

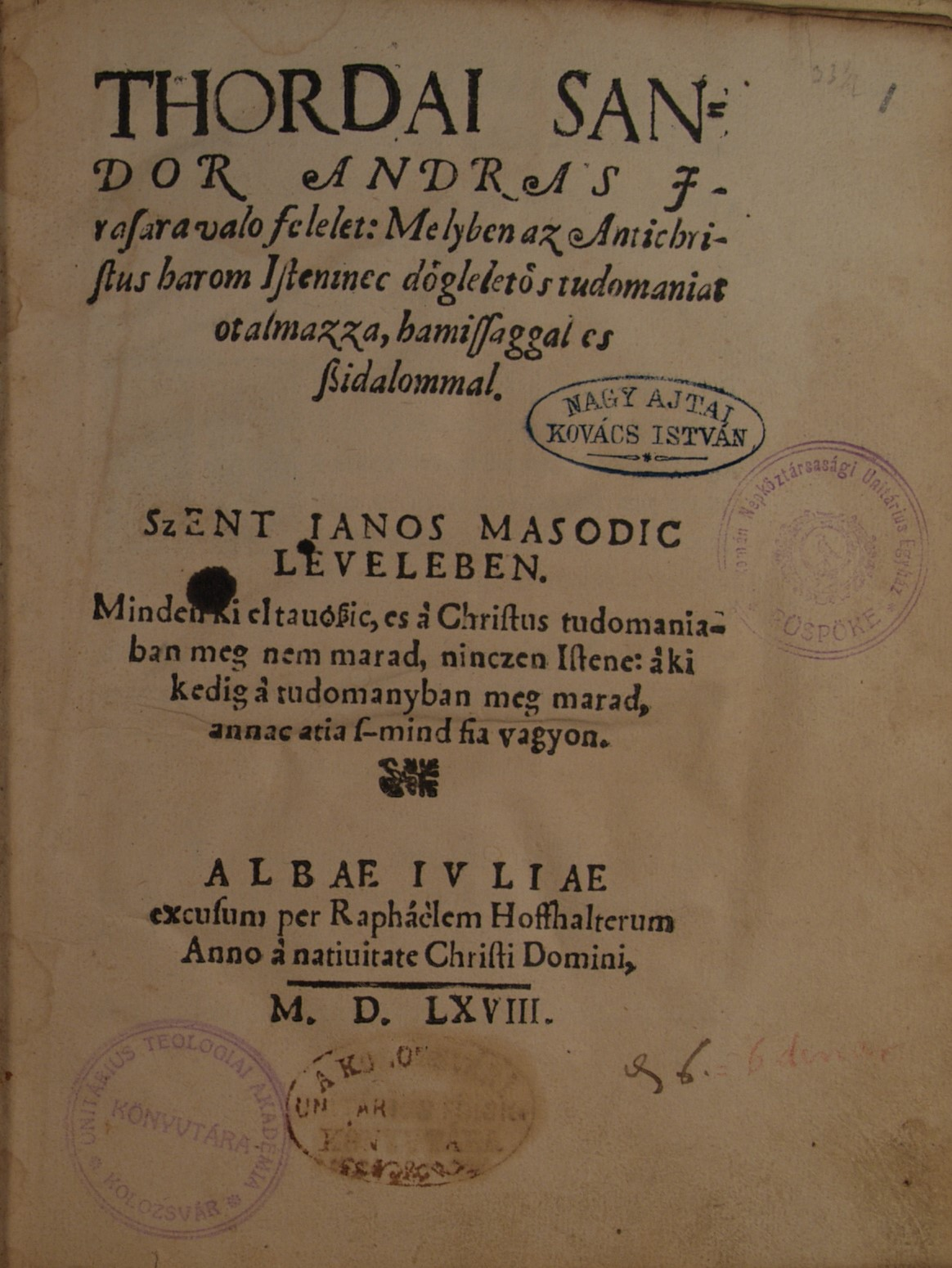
Császmai István: Thordai Sandor Andras irasara valo felelet. 1568. (Forrás: Magyar Unitárius Egyház Kolozsvári Nagykönyvtára)

1560 második felében már Tordán végezte lelkészi teendőit.
Életének ezen időszakáról kevés információ van. Péntek Árpád közli, hogy Tordai Sándor András 1563-ban aláírta a Tarcal-Tordai Hitvallást (1655). Az egyháztörténészek (jegyzet: Pokoly József, Zoványi Jenő, Kiss Áron) részletesen írnak a tarcali zsinatról (1562), közlik az ott elfogadott hitvallás szövegét, de a tordai zsinat (1563) lefolyásának körülményeiről szűkszavúan tájékoztatnak, a résztvevők vagy a hitvallást aláírók lajstromát nem ismertetik. A hitvallás 1655-ös kiadásában sincs az aláíró lelkészekre vonatkozó adat. Péntek állítása azonban nem cáfolható egyértelműen. Amennyiben Tordai Sándor András 1563-ban még Ótordán szolgált, nagy valószínűséggel részt vett a zsinaton, házigazdaként is, tehát elképzelhető, hogy alá is írta a záródokumentumként megfogalmazott hitvallást.
Az ótordai gyülekezet következő lelkipásztora viszont 1565-től már Szegedi Lajos volt. Tehát minden valószínűség szerint Tordai Sándor András dévai szolgálatát 1564-ben kezdhette. Az 1568. március 3-án tartott gyulafehérvári hitvitán dévai lelkészként vett részt. Itteni szolgálatának első éveiről alig tudunk, de valószínű, a fiatal református gyülekezet megerősítésén munkálkodott.
A Szentháromságtan tagadása terén folytatott viták alatt irányult rá a figyelem. Tordai Sándor András 1567 végén Vallás az egy Atya Istenről és az ő egy Fiáról, aki elbocsáttatott, a Jézus Krisztusról címmel, valószínű a kolozsvári Heltai-nyomdában megjelent írásával válaszolt a Császmai István gyulafehérvári unitárius prédikátor 1567-ben kiadott nyolc, a Szentháromságot kigúnyoló metszetére, amelyek később, 1568-ban a De falsa et vera unius Dei Patris, Filii et Spiritus Sancti cognitione libri duo című unitárius hitvédő irat első könyvének negyedik fejezetébe került be. Császmai nem hagyta szó nélkül, polemikus írását 1568-ban adatta ki Rafael Hoffhalter gyulafehérvári nyomdájában Thordai Sandor  Andras irasara valo felelet, melyben az Antichristus harom Isteninec dögletös tudomaniat otalmazza hamissaggal es szidalommal címmel. Tordai írása nem maradt fenn, csak Császmai feleletéből ismerjük.
A Gyulafehérváron 1568. március 3. és 8–17. között János Zsigmond fejedelem jelenlétében tartott hitvitán az antitrinitárius nézeteket Dávid Ferenc, Blandrata György, Gyulai (Iulanus) Pál, a gyulafehérvári iskola rektora, Basilius István kolozsvári prédikátor és Hunyadi Demeter védelmezte. A másik oldalon Melius Juhász Péter, Czeglédi György váradi, Thúri Pál bihari, Klein Lőrinc besztercei prédikátor és Károli Péter, a váradi iskola rektora mellett ott találjuk Tordai Sándor András dévai lelkészt is. Bírói minőségben Császmai is részt vett a vitán. A hitvita egyik fél javára se dőlt el, azonban János Zsigmond nyiltan csatlakozott a Szentháromság-tagadókhoz. Az 1569. október 20–25. között tartott váradi disputa során az álláspontok nem közeledtek, Göcsi Máté vezetésével részt vett a hitvitán néhány, a szentháromságtanhoz ragaszkodó erdélyi lelkipásztor is, de Tordai nem volt közöttük.
Bod Péter Históriájából, Polikárpusából, a Heltai Gáspár és a Raphael Hoffhalter által kiadott jegyzőkönyvekből rekonstruálható Tordai felkészültsége és teológiai szemlélete, krisztológiában való jártassága.
1577. jún. 2-án, Nagyenyeden, a lutheránus Alesius Dénes utódául a helvét hitvallású Tordai Sándor Andrást választották az erdélyi magyar szuperintendencia püspökévé. Az 1577. októberi tordai részleges országgyűlés úgy határozott, hogy az előtte levő évben hozott határozattal szemben: „Tordai Andrásnak mindenütt autoritása legyen az országban járni, minden helyeket vizitálni, és mindenütt az ő vallásin való egyházi személyeket, papokat igazgatni, oktatni, tanítani, reprehendálni és zsinatot tenni, sőt a másféle valláson való papokat is hortando, monendo, decendo, aki lehetséges, az ő sententiájára vonni, de ne erőszakkal…”.
Báthori Kristóf 1578. szeptember 19-én kiadott rendeletéből tudjuk, hogy a szuperintendens végigjárta Erdély megyéit és alaposan megvizsgálta, hogy a lelkipásztorok és igehirdetők valamint más egyházi személyek, világi nemesek és nem nemesek, bármilyen hivatalban lévők, tanítottak-e, gondoltak-e vagy mondottak-e valamely káromlást a keresztyén hit legfőbb cikkei ellen, hasonlóképpen káromolták-e az Isten Fia által szerzett sákramentumokat, elvetettek-e azokból valamit is, káromolták-e Isten Fiát és a Szentlelket, kétségbe vonták-e Isten Fia közbenjárói érdemét, vagy más formában megszentségtelenítették-e az igazhitű egyház tanítását, a keresztség kiszolgáltatása és a házasulandók esketése tekintetében túllépték-e illetékességük határát, ellene cselekedvén az egyház törvényeinek. Ebből kitűnik, hogy élve a fejedelem-adta lehetőségekkel a református egyház első vizitációinak megszervezése is a Tordai nevéhez fűződik, és püspöksége az erdélyi reformátusság megerősödésének kezdetét jelentette.

## Halála

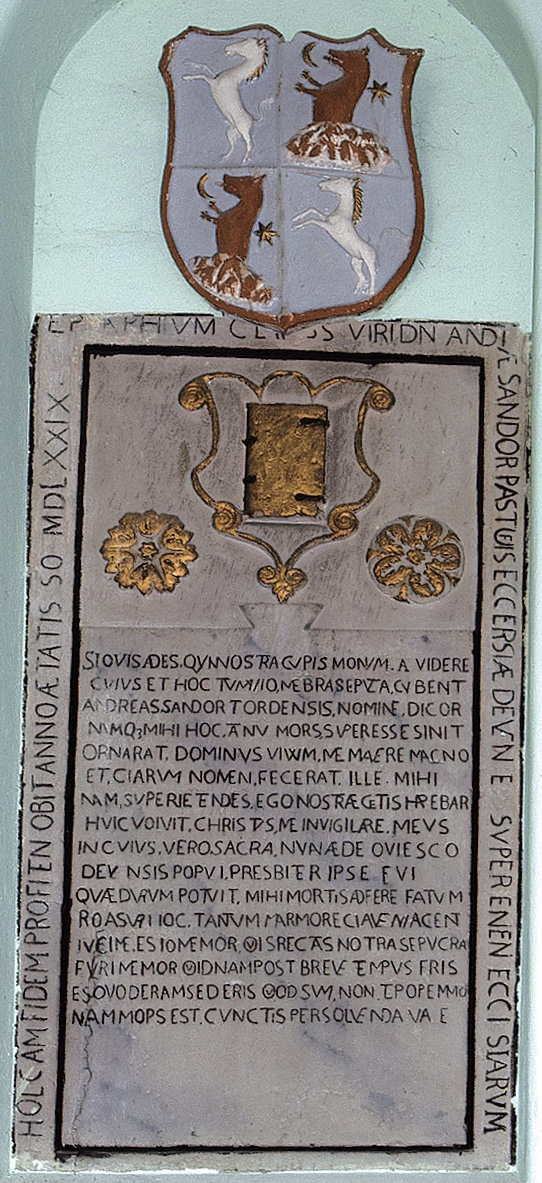
Tordai Sándor András emlékműve. Déva, 1579. (Gáspár Barra Réka fényképe)

Püspökségének ideje nagyon rövid volt, megválasztása után két évvel, 1579-ben Déván hunyt el, sírfelirata alapján 50 évesen: „obiit anno aetatis L – MDLXXIX. Bod Péter Polikárpusában közli a sír latin nyelvű feliratát:
Epitaphium Clarissimi viri Domini Andreae Sándor Pastoris Ecclesiae Devensis et Superint[endentis] Eccles[iarum] Hungaricarum in Transilvania Catholicam Fidem profitentium, obiit Anno aetat[is] L–MDLXXIX.
Si quis ades, qui nostra cupis monumenta videre,
Cujus et hoc tumulo membra sepulta jacent,
Andreas Sandor Tordensis nomine dicor,
Namque mihi hoc tantum mors superesse sinit.
Ornarat Dominus dum vixi munere magno,
Et clarum nomen fecerat ille mihi.
Nam Superintendens Ego Nostrae Gentis habebar.
Huic voluit Christus me invigilare meus.
In cujus vero sacra nunc aede quiesco,
Devensis Populi Presbyter ipse fui.
Quae durum potuit mors mihi adimere fatum,
Illa sub hoc tantum marmore clausa jacent.
Tu tamen esto memor, qui spectas nostra sepulchra,
Esto memor quidnam post breve tempus eris.
Es quod eram, sed eris quod sum non tempore multo.
Nam mors est cunctis persolvenda. Vale
Síremlékét a város középkori templomának lebontása után átmentették az 1910-ben épített új templomba.
A dévai református gyülekezet Tordai Sándor András halála után 425 évvel, templomuk fennállásának 100. évfordulóján, 2004 márciusában szoboravatással emlékezett meg az egykori tudós püspökről. Lovász János (1955–2016) református lelkipásztor törekvéseinek köszönhetően a templom előtti teret a polgármesteri hivatal Tordai Sándor András térnek nevezte át.

## Források

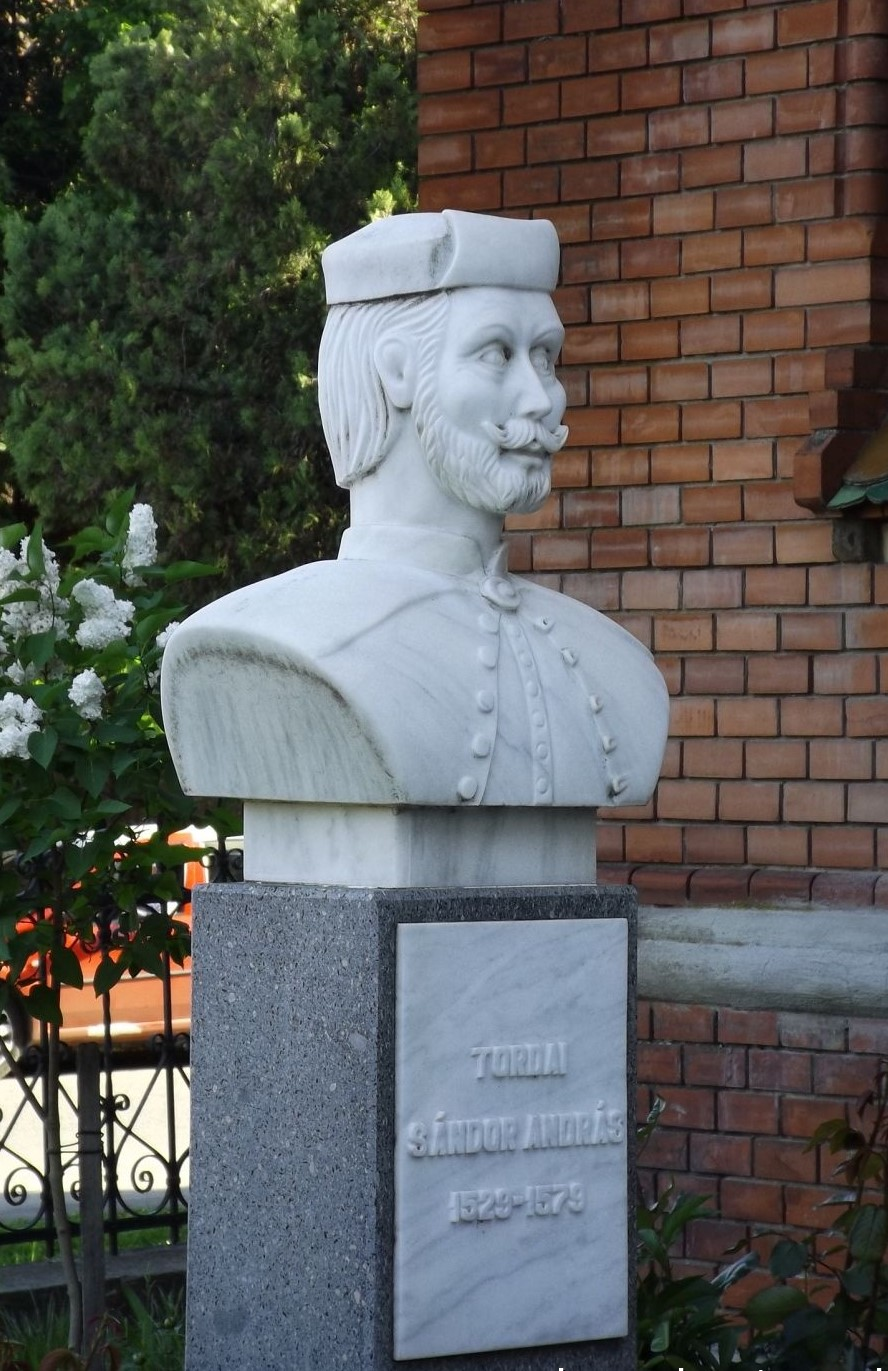
Tordai Sándor András szobra. Adrian Vamvacas márványfaragó alkotása, 2004. (Sántha Imre Géza fényképe)